# Triumph Adler TA-1100
Triumph Adler TA-1100 (TA-1100) је био професионални рачунар фирме Triumph Adler који је почео да се производи у Немачкој од 1981. године.
Користио је 8080? као микропроцесор. RAM меморија рачунара је имала капацитет од 32 KB.

## Детаљни подаци
Детаљнији подаци о рачунару TA-1100 су дати у табели испод.
|                       |                                        |
| [ 1 ]                 |                                        |
| Произвођач            |                                        |
| Тип                   | професионални рачунар                  |
| Меморија              | 32 KB                                  |
| Поријекло             | Њемачка                                |
| Година                | 1981                                   |
| Тастатура             | пуни помак тастера, стил писаће машине |
| Процесор              |                                        |
| Фреквенција процесора | непознато                              |
| RAM                   | 32 KB                                  |
| ROM                   | непознато                              |
| Текст                 | 1056 знакова показивач                 |
| Графика               | нема                                   |
| Боја                  | једна боја                             |
| Звук                  | непознато                              |
| Димензије             |                                        |
| Портови               |                                        |
| Оперативни систем     | непознато                              |